# Small Fires
Small Fires sind eine deutsch-britische Indie-Pop-Band aus Hamburg.

## Geschichte
Die Band Small Fires, bestehend aus Benjamin Galliers (Gesang, Sampler), Lars Dahlke (Gitarre) und Ruben Seevers (Bass, Keyboard), wurde im Jahr 2015 in Hamburg gegründet. Nach ersten Konzerten in kleineren Hamburger Locations begleiteten Small Fires bereits im November 2015 und Frühjahr 2016 die deutsch/schweizerische Band Boy als Live-Support auf deren Deutschlandtour „We Were Here“. Es folgte eine weitere deutschlandweite Support-Tour für die Indie-Band Coasts (UK). Im März 2017 veröffentlichte das Trio die Debüt-EP One Beautiful Mess. Diese ist in Zusammenarbeit mit den Hamburger Produzenten Swen Meyer und Daniel Bongard entstanden. Im März 2019 folgte dann das von der Band selbst produzierte Album All This Noise.

## Stil
Das deutsch-britische Trio erschafft mit wenigen Mitteln eine atmosphärische Mischung aus Indie-Pop und Elektronik. Die Songs vereinen elektronische und akustische Klänge und zeichnen sich durch pulsierende Rhythmen, treibenden Bässe und einen halligen Gitarrensound aus. Hier und da blitzen Knisterbeats und Synthesizer auf. Dazu kommen die erzählerischen Texte des Sängers Benjamin Galliers aus Coventry (UK). Einige musikalische Inspirationen der Band sind The Notwist, James Blake, Daughter, The xx.

## Diskografie

### Alben
- All This Noise (März 2019)

### EP
- One Beautiful Mess (März 2017)

### Singles
- Wiser (Februar 2017)
- One Beautiful Mess (März 2017)
- Backstroke (August 2018)
- Crossed Wires (November 2018)
- All This Noise (März 2019)
- Chewbacca (2020)[6][7]